# بنت الشيخ (فلم 1943)
بنت الشيخ هو فيلم مصري إنتاج 1943، تأليف وإخراج أحمد كمال مرسي وبطولة أمينة نور الدين ويحيى شاهين.

## فريق العمل
تأليف وإخراج: أحمد كمال مرسي
إنتاج: علي الجابري
بطولة:
- أمينة نور الدين
- يحيى شاهين
- هاجر حمدي
- عباس فارس
- بشارة واكيم
- منسي فهمي
- محسن سرحان